# Camillo Cortellini
Camillo Cortellini (Bologna, 24 gennaio 1561 – Bologna, 1630) è stato un compositore italiano.
Vissuto a cavallo tra Rinascimento e Barocco, fu attivo come compositore, cantore e trombonista.

## Biografia
Camillo Cortellini nasce a Bologna il 24 gennaio del 1561, figlio del musicista Gaspare detto “il viola” erediterà dal padre il mestiere ed il soprannome venendo appellato fin dalla giovinezza “il violino”. A Gaspare Cortellini, già impiegato presso il Concerto Palatino della Signoria di Bologna nei primi anni di vita di Camillo, si deve l'avviamento del figlio alla musica sia, com'è probabile, per proprio insegnamento sia per l'affidamento di questi alle cure di  Alfonso Ganassi, all'epoca anch'egli impiegato nel Concerto Palatino.
La prima data certa in cui abbiamo notizia dell'attività professionale del giovane Cortellini è il 26 febbraio 1577, data in cui entrò a far parte del Concerto della Signoria in sostituzione del padre. Da lì in poi, a parte una parentesi mantovana di cui non sappiamo quasi nulla, Cortellini pubblicherà 3 libri di madrigali tra il 1583 e il 1586, per poi trovare la sua vera vocazione – o forse scelta consapevole dettata da considerazioni di ordine economico – nella musica sacra pubblicando tra il 1595 e il 1627 tre raccolte di messe, due di salmi, una di magnificat, una di litanie.
Nel 1593 viene eletto cantore nella prestigiosa cappella di San Petronio, dove presterà la sua opera fino alla morte, avvenuta nel 1630, con una interruzione tra il 1608 e il 1610. L'ultimo avvenimento di rilievo nella sua vita è l'adesione in data posteriore al 1622 all'Accademia dei Filomusi, prestigiosa istituzione cittadina di cui era principe Adriano Banchieri e che vantava tra gli accademici stranieri anche Claudio Monteverdi.
L'importanza di Camillo Cortellini nella storia della musica è ancora tutta da valutare, la sua figura rientra ad oggi tra quelle minori e non ancora studiate approfonditamente, notizie certe che lo riguardano inducono a pensare che valga la pena conoscerne meglio l'opera e le vicende biografiche.
Cortellini fu autore della prima opera stampata a Bologna, si tratta del secondo libro dei madrigali del 1584 per i tipi dello stampatore Giovanni Rossi. Cortellini è stato anche il primo a stampare una quello che rappresenta il primo esempio di Messe concertate a Bologna con la raccolta del Secondo Libro di Messe del 1617, raccolta dal valore storico oltre che artistico in quanto riporta una pagina di avvertenze in cui vengono riportate chiaramente le modalità di esecuzione.

## Opere
- Primo Libro de' Madrigali a 5 e 6 voci , Ferrara, Baldini, 1583 (giunto incompleto)
- Secondo Libro de' Madrigali a 5 voci  , Bologna, Rossi, 1584 (giunto incompleto)
- Terzo Libro de' Madrigali a 5 voci, Ferrara, Baldini, 1586
- Salmi a 6 voi, Vincenti, Venezia, 1595
- Salmi a 8 voci e organo per i Vespri di tutto l'anno, Venezia, Vincenti, 1606
- 8 Magnificat a 6 voci, Venezia, Vincenti, 1607
- Messe a 4, 5, 6 e 8 voci e organo sui toni ecclesiastici, Venezia, Vincenti, 1609
- Laetanie della Beata Vergine a 5, 6, 7 e 8 voci, Venezia, Vincenti, 1615
- Messe concertate a 8 voci, Venezia, Vincenti, 1617
- Messe concertate a 8 voci, Venezia, Vincenti, 1626
- Azioni rappresentate in musica per la Festa della Porchetta di Bologna, 1627 (giunto soltanto il libretto)

## Edizioni moderne
- Terzo libro dei madrigali a 5 voci (1586) in Rossana Dalmonte, Camillo Cortellini Madrigalista Bolognese, Firenze, Olschki, 1980
- Laetanie della Beata Vergine a 5,6,7,8 voci e organo (1615) a cura di P.P.Scattolin in  Quaderni della rivista Farcoro, II, Bologna, A.E.R.C.O., 2005
- Missa I Toni 8 vocum dalle Messe a 4, 5, 6 e 8 voci e organo sui toni ecclesiastici (1609) a cura di Andrea Vitello, www.flauto-dolce.it 2008

## Discografia
- Terzo Libro de' madrigal a cinque voci. Coro da Camera di Bologna, Pier Paolo Scattolin. Tactus 2007.